# Библиотека имени Максимилиана Волошина
Библиотека — культурный центр имени Максимилиана Волошина — одна из старейших московских библиотек.
Расположена в Хамовниках (Новодевичий проезд, 10), напротив Новодевичьего монастыря. Структурное подразделение ГБУК г Москвы «ЦБС ЦАО».
Директор библиотеки — Мария Сергеевна Свешникова.

## История
В мае 1918 года Хамовническим отделом народного образования была создана Библиотека-читальня, которая располагалась в старинном особняке по адресу: Ново-Конюшенный переулок, дом 1., до революции принадлежавшем семье профессора В. Ротта. Основой книжного собрания создаваемой библиотеки имени Карла Маркса стал фонд ликвидированной Хамовнической библиотеки, основанной в 1897 году членами общественной организации — Хамовнического отделения Дамского попечительства о бедных

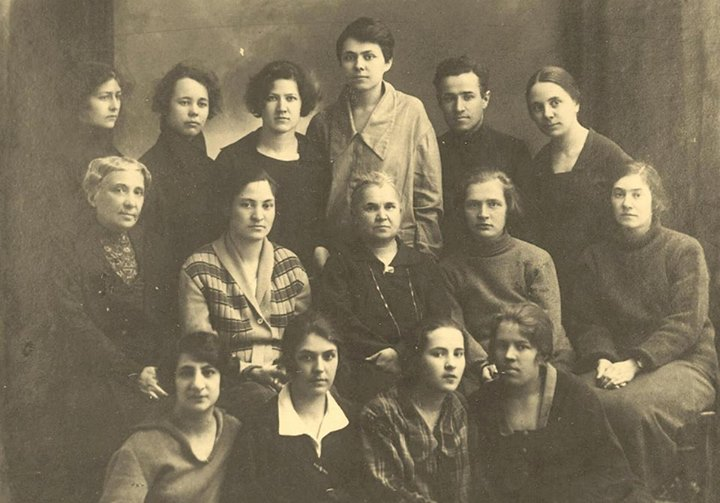
Первый коллектив

Первой заведующей библиотекой стала О. И. Скворцова-Степанова, супруга одного из переводчиков «Капитала» К. Маркса — Скворцов-Степанов, Иван Иванович, по инициативе которого к 100-летию со дня рождения Карла Маркса библиотеке было присвоено имя классика марксизма.
Книжный фонд библиотеки создавался на базе Хамовнической городской библиотеки, библиотеки студенческого общежития имени П. Н. Лепешинского и книжных собраний П. М. Третьякова и И. Д. Сытина. В 1918 году он составлял 21 751 экземпляр. В библиотеке числилось 1985 читателей. При библиотеке существовало детское отделение, которое в 1925 году было передано библиотеке имени Н. А. Островского. В 1925 году в библиотеке был открыт платный абонемент. К 1927 году количество читателей выросло до 6500.

В 1931 году особняк, где располагалась библиотека, был снесен, на его месте построена Военная академия имени М. В. Фрунзе. Библиотека переехала на улицу Кооперативную.

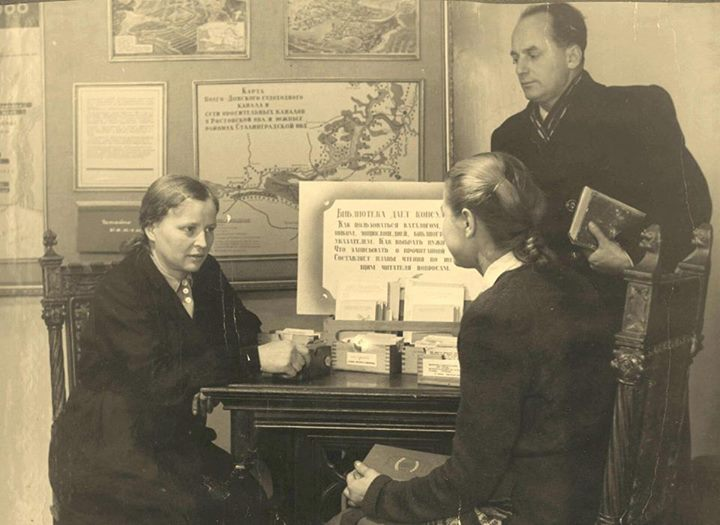

В годы Великой Отечественной войны библиотека продолжала работать. В метро на станции «Парк культуры» библиотеке был отведено специальное место, где стоял шкаф с книгами и газетами, стол, висела карта с отмеченной линией фронта. Были также организованы передвижки в мобилизационных пунктах, госпиталях и бомбоубежищах. За ударную работу в 1941—1945 годах библиотека трижды награждалась переходящим Красным знаменем города Москвы. В архиве библиотеки сохранились уникальные документы — дневники, которые, несмотря на официальный запрет, вел коллектив в военные годы.
В 1961 году библиотека переехала на первый этаж жилого дома по адресу: Новодевичий проезд, дом 10, где она располагается и сегодня. Редкий и ценный фонд, а также книги, изданные до 1917 года были перемещены в Библиотеку имени В. И. Ленина, ныне РГБ. В период централизации библиотечной сети Москвы в конце 1970-х годов библиотека получила статус Центральной библиотеки Централизованной библиотечной системы Ленинского района Москвы, из которой вышла и стала самостоятельной в начале 1990-х годов. В 2007 году библиотеке по распоряжению мэра Москвы было присвоено имя М. А. Волошина. с 2011 года библиотека имени М. А. Волошина была ликвидирована как самостоятельная библиотека, и вошла в состав ГБУК г Москвы «ЦБС № 3 ЦАО», а затем в ГБУК г Москвы «ЦБС ЦАО» в рамках программы по оптимизации библиотечной системы Москвы и сокращению штатов бюджетных учреждений культуры.

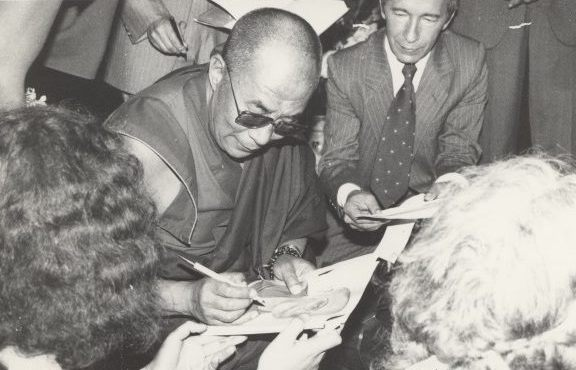
Визит Далай-ламы XIV

В библиотеке прошёл ремонт с элементами реконструкции, в ней было выделено пространство для проведения профессиональных художественных выставок. Библиотека участвовала в международных конгрессах и конференциях, сотрудничала с Международной ассоциацией «Мир через культуру», принимала делегации зарубежных деятелей культуры; в частности, в 1996 году во время визита в Россию библиотеку посетил Далай-лама XIV с лекцией «Мир тибетского буддизма». В ходе визита Далай-лама XIV преподнес в дар библиотеки уникальное книжное собрание.

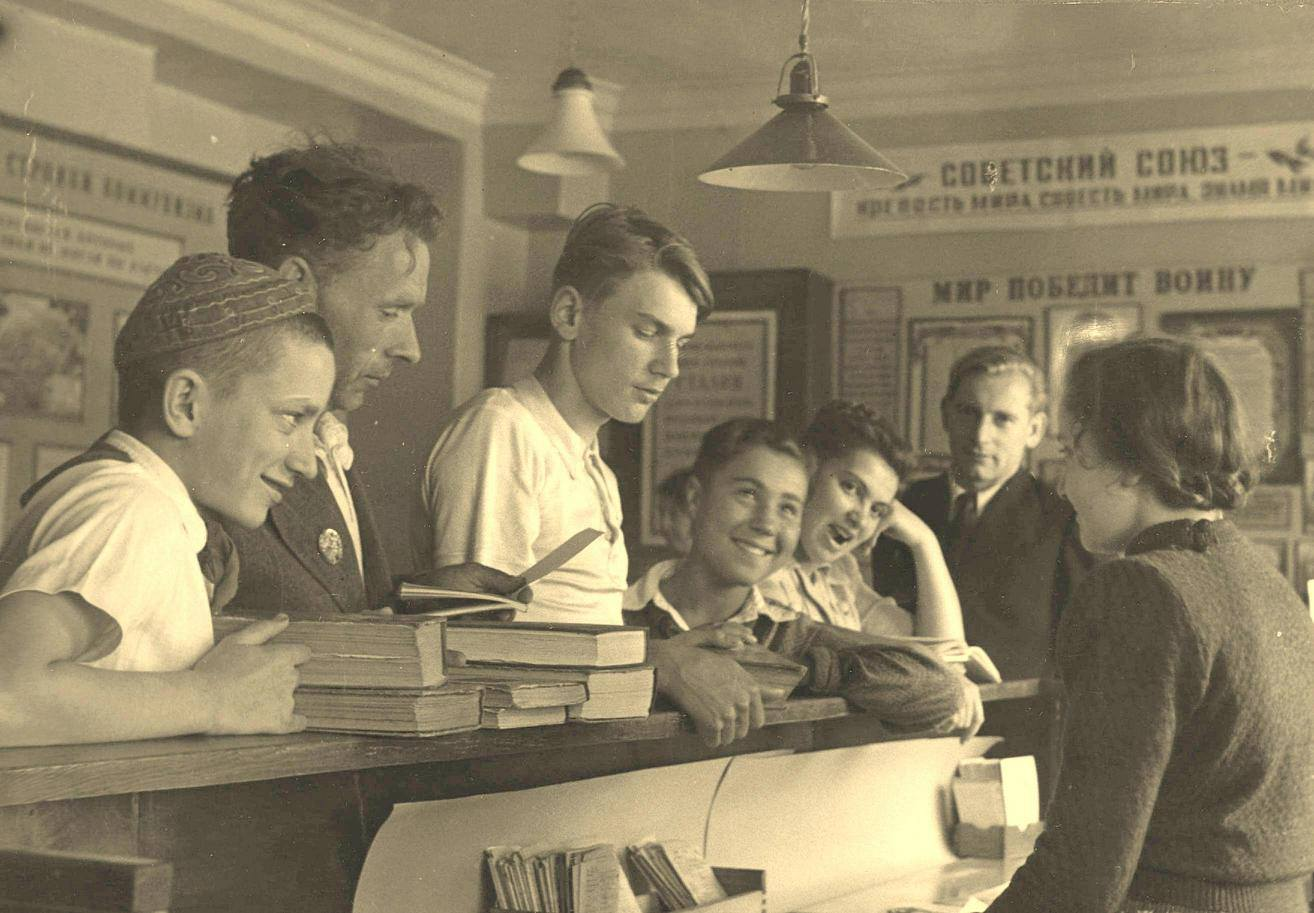
1944 год

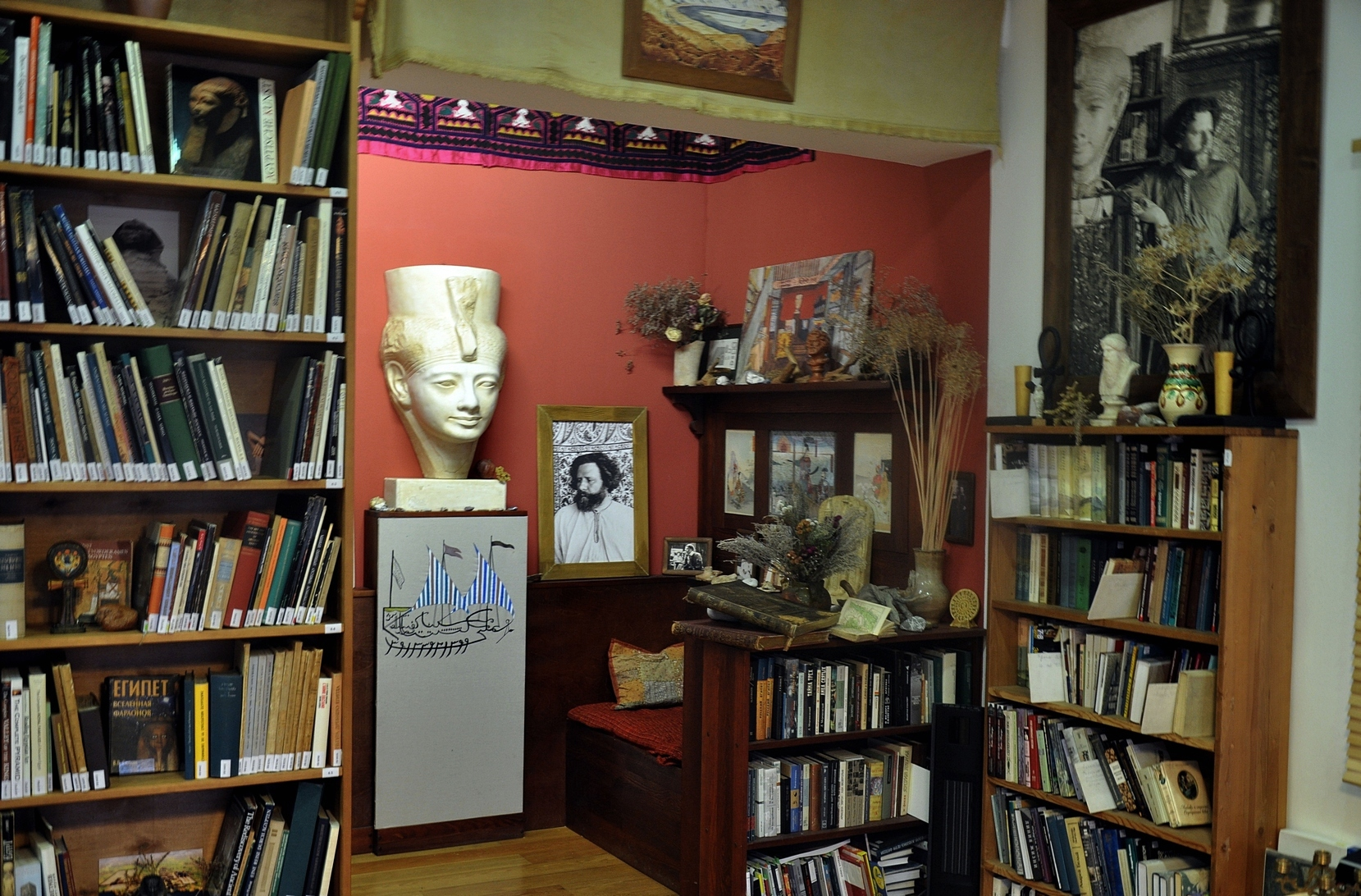
Зал Востока

С 2012 года основной темой специальных проектов библиотеки, создавших её новый облик, стало востоковедение. Сегодня библиотека располагает специализированным фондом «Духовное наследие Древнего Востока» (более 6 тыс. изданий на 6 языках). Фонд редкой книги включает, в том числе, уникальные издания и рукописи XVIII—XIX вв., архивы крупных отечественных востоковедов (О. Д. Берлева, А. И. Еланской, О. В. Ковтуновича, В. Н. Ларченко и др.). Фонд редкой книги насчитывает около 400 ед.хранения. В отделе редкой книги представлены труды Бернара Де-Монфокона, Жана-Франсуа Шампольона, Адольфа Эрмана, Владимира Голенищева, Бориса Тураева, Александра Пьянкова, других выдающихся египтологов.
Библиотека ведет собственную издательскую программу по египтологии, консультирует ряд российских и зарубежных издательств и музеев, имеет активные международные связи.
В Библиотеке ежегодно проводятся «Московские Волошинские Чтения» при партнёрской поддержке дома-музея М. А. Волошина в Коктебеле, призванные не только собрать за одним столом ведущих специалистов по культуре и литературе России Серебряного века, но и максимально широко ознакомить публику с тем, чем жила Россия ровно столетие тому назад, показывая, что многие ценности, о которых говорил своими произведениями и в своих трудах М. А. Волошин являются вневременными.
Важной частью работы Библиотеки стал литературный клуб «Волошинъ», программа которого направлена на изучение наследия М. А. Волошина и творцов его круга, а также его подсекция «Коктебель», собирающая вокруг имени и творений Волошина современных российских и зарубежных художников и мыслителей. Регулярные заседания клуба и его подсекций позволяет максимально широко, привлекая ведущие СМИ, популяризировать не только творения, но и сам образ мысли М. А. Волошина, воплощая в реальность концепцию «Дом Волошина», которая строится в Библиотеке на трех основополагающих принципах: знание, толерантность, просвещение.
В 2015—2016 гг. совместно с Департаментом культуры Воронежской области и Воронежским областным художественным музеем им. И. Н. Крамского библиотека реализовала проект реэкспозиции старейшей коллекции древнеегипетского искусства в России — «Вечный Египет» К 200-летию коллекции египетских древностей О.Ф. фон-Рихтера из собрания ВОХМ имени И. Н. Крамского". Библиотека добилась финансирования проекта через краудфандинг и обращение в Благотворительный Фонд М. Д. Прохорова. Для реализации проекта Библиотека предоставила для временной выставки раритетные издания XVIII—XIX вв из своего восточного фонда, гравюры авторства Доминика Вивана-Денона из собрания библиотеки, предоставила проекту организационную и научно-методическую поддержку, осуществила издание каталога коллекции в рамках своей издательской программы. Каталог проекта был представлен в 2015 году с большим успехом в Риме, Кортоне и Турине (Италия),Каире и Сохаге (Египет). С 1 октября 2015 года по 1 марта 2016 года в рамках совместного проекта «Египет великих фараонов» мероприятия, проходившее на площадках проекта посетили свыше 12 000 человек. Проект получил большую поддержку как в региональных так и в федеральных СМИ. Сотрудники библиотеки, работавшие над проектом, были удостоены наград Департамента культуры Воронежской области.
На постоянной основе в библиотеке запущен проект «Книговорот», или «Буккроссинг», в рамках которого читатели библиотеки могут поделится с другими читателями ненужными книгами. В этом проекте на 1 июня 2017 года приняло участие свыше 400 человек. Суммарный оборот книг составил около 20.000 ед. хранения. Библиотека имени М. А. Волошина отправила в качестве шефской помощи, порядка 15.000 книг в подшефные библиотеки

## Собрание
В библиотеке создана мемориальная экспозиция, посвященная жизни и творчеству М. А. Волошина, которая включает художественную имитацию кабинета Поэта в его доме в Коктебеле. Центром экспозиции стала факсимильная копия скульптурного портрета древнеегипетской царицы Мутнеджмет, которую М. А. Волошин воспел под именем «таинственной царевны Таиах». Сформирован специализированный фонд «Культура Серебряного века» (фонд им. М. А. Волошина), в котором более 2 тыс. изданий на 3 языках. В 2012 году меценатами библиотеки при поддержке Управления культуры ЦАО г Москвы было приобретено и передано в дар уникальное книжное собрание, включающее в себя более 300 книг, изданных до 1920 года. В частности прижизненные издания М. А. Волошина и поэтов его круга.
На базе библиотеки с 2003 года на постоянной основе функционирует центр «Семья и психическое здоровье», важной миссией которого является работа с людьми, обладающими особенностями психического развития
Здесь же с 2012 года размещается мемориальный книжный фонд «Духовное наследие Древнего Востока», в основу которого легли архивы и книжные собрания известных российских историков: египтолога Олега Берлева, его супруги — коптолога Аллы Еланской, а также египтолога Владимира Ларченко— более двух тысяч книг, старейшая из которых была издана в Париже в 1719 году. Некоторые из единиц хранения происходят из личной библиотеки основателя российской коптологии Оскара фон Лемма, академика Василия Струве; книги с дарственными надписями Иосифа Орбели, Натальи Флиттнер, Милицы Матье, Юрия Перепелкина, Т. Н. Савельевой. Книжное собрание Берлева-Еланской было приобретено благодаря меценатской помощи финансовой корпорации «Открытие». Также в фонд влилась часть архива арабиста Олега Ковтуновича, который был личным советником Н. С. Хрущёва и Г. А. Насера во время открытия Асуанской плотины.
Также в собрании — гравюрный кабинет, включающий в себя подлинную графику Доменика Вивана Денона, уникальное собрание открыток XIX века, и собрание подлинных произведений искусства Древнего Востока XIX—II вв. до н. э.. В специализированном фонде «Социология религии» доступно для читателей свыше 3.000 ед.хранения. Фонд «Социология религии» был создан совместно с Институтом Европы РАН. Идею создания фонда предложил известный религиовед Лункин, Роман Николаевич.
Летом 2016 года в библиотеку имени М.А Волошина был передан архив и библиотека известного советского крымского археолога — Ольги Давыдовны Дашевской.
В 2017 году пользователям библиотеки стал доступен уникальный фонд на цифровых носителях информации, насчитывающий более 2-х млн единиц хранения по истории и теории искусств, а также египтологии. Фонд доступен в электронном читальном зале.

## Выставки
Основная тема активной выставочной деятельности — искусство Древнего и Средневекового Востока, ориентальное искусство Европы и России XVIII—XX вв. В рамках проекта «Частные собрания» в библиотеке регулярно проходят выставки произведений искусства Древнего Египта, средневековых Индии, Китая, Тибета, Монголии, Японии, Турции и культур Мезоамерики из частных российских коллекций. Этот проект привлек большое внимание со стороны общественности и ведущих федеральных и городских СМИ, позволил, в рамках выставок, организовать эксклюзивный лекторий, в котором ведущие научные сотрудники Государственного Эрмитажа, Музея антропологии им. Петра Великого, Государственной Третьяковской Галереи, а также Высшего Совета по древностям АРЕ, Лувра, Миланского университета представили свои новейшие изыскания, связанные с наследием человеческой мысли древности и средневековья, глубоким изучением которой занимался М. А. Волошин.

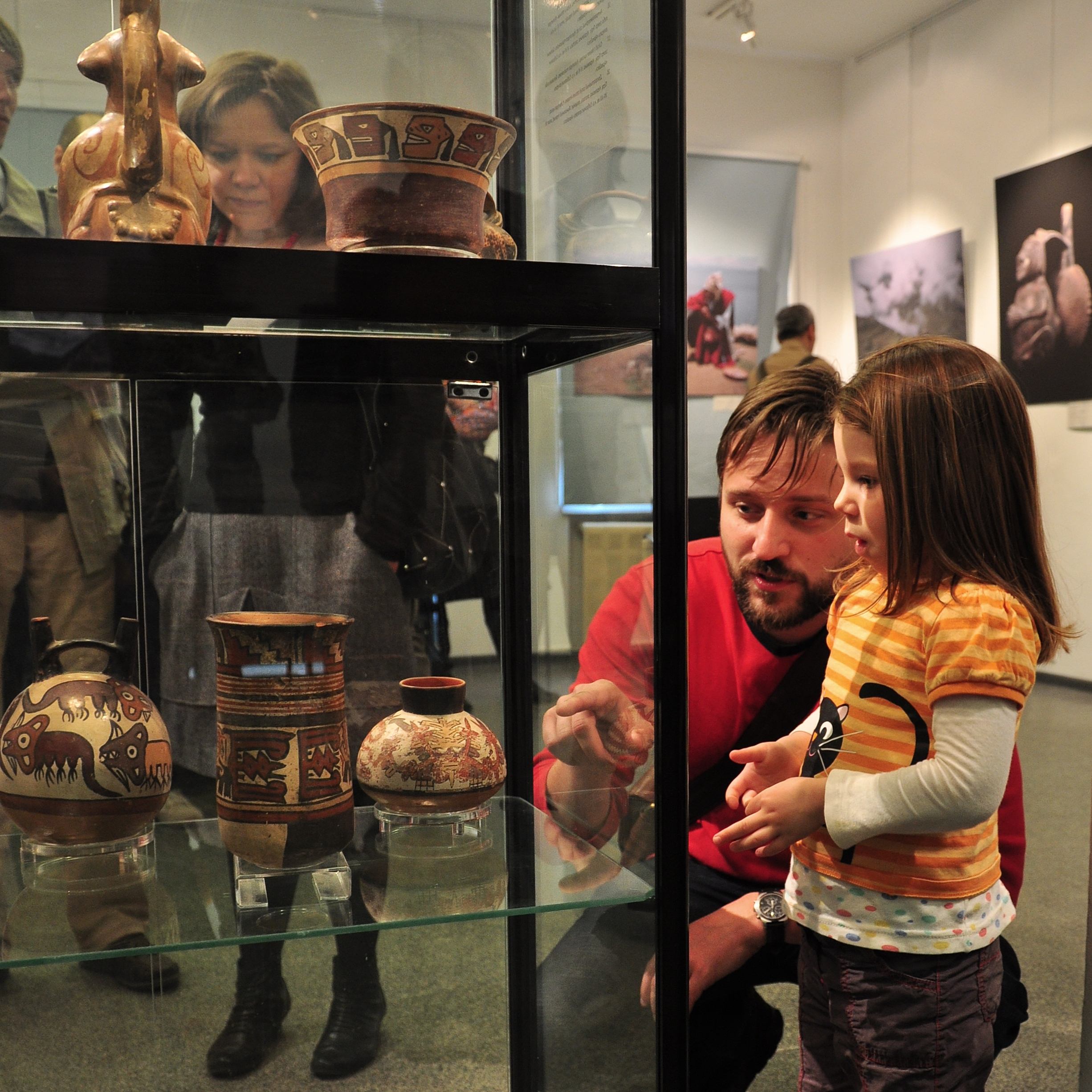
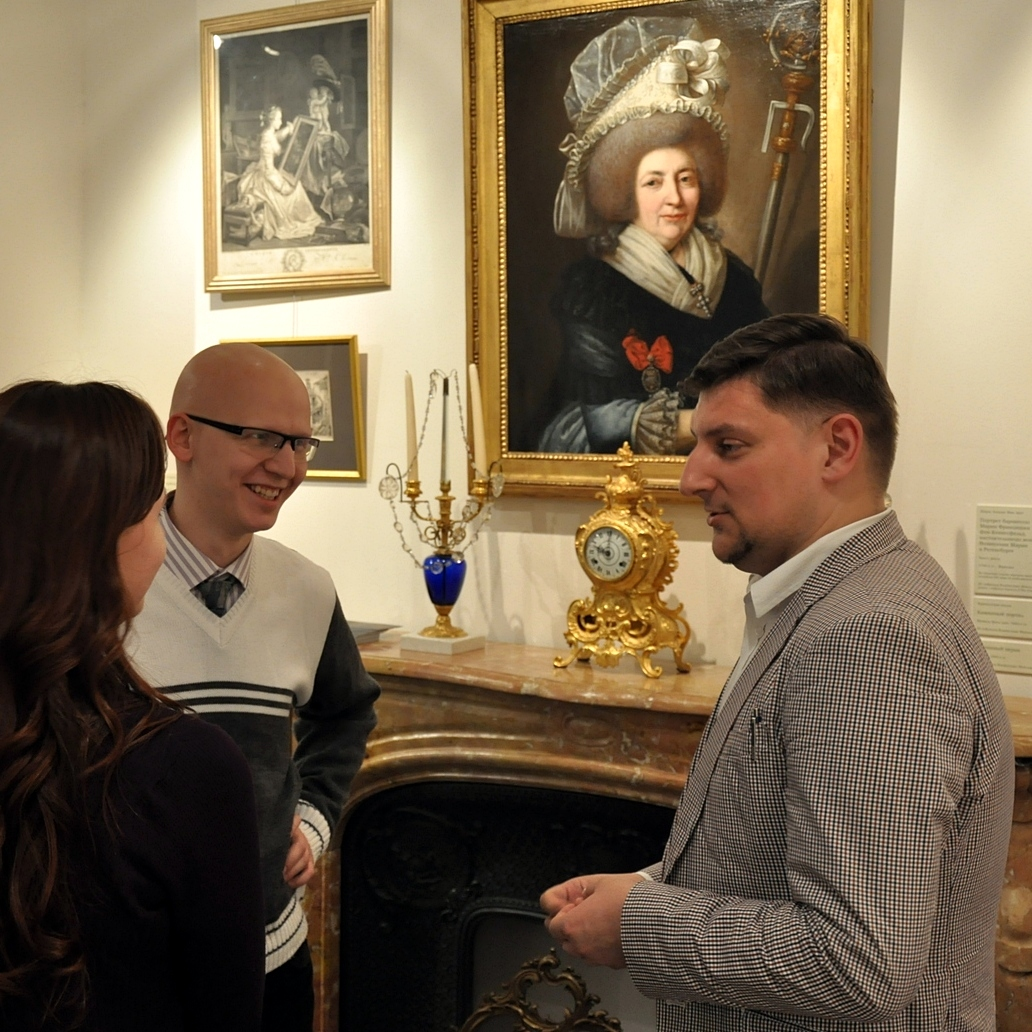
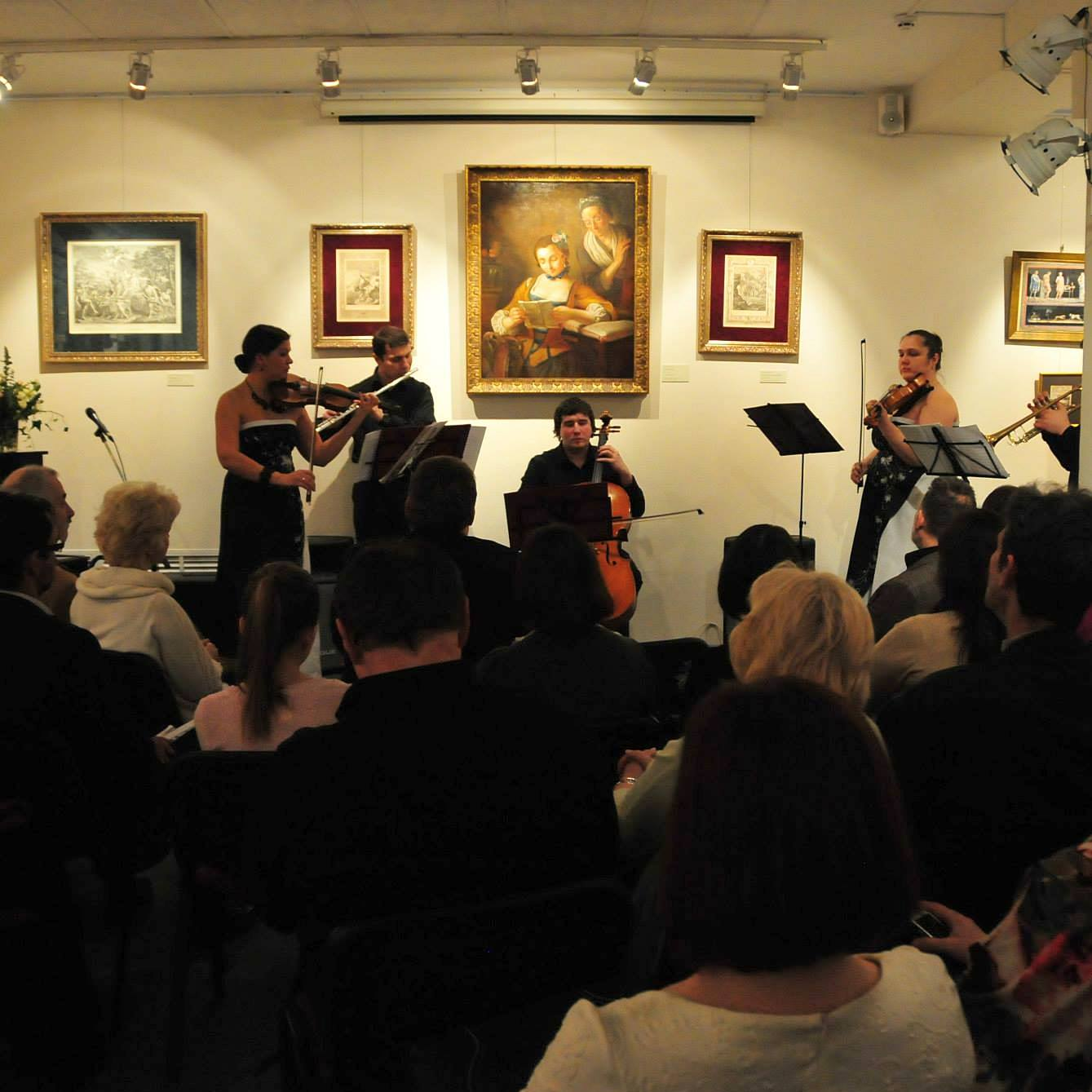
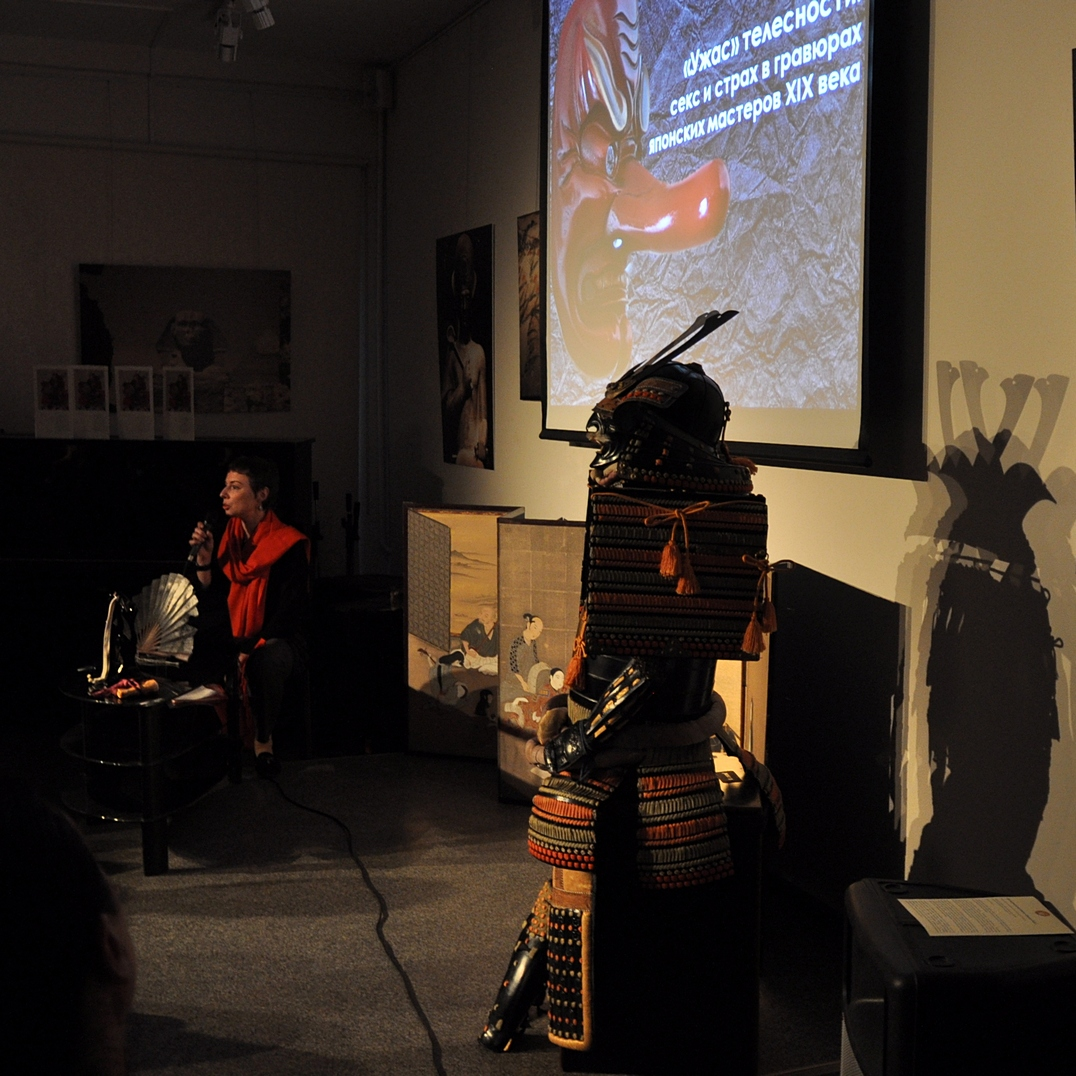

На базе библиотеки работает свыше 30 различного рода творческих формирований и клубов, включая детские мастер-классы и театральную студию.
Несколько раз библиотека имени Максимилиана Волошина выигрывала гранты на проведение программ в рамках Всероссийской сетевой акции «Библионочь» от Департамента культуры Москвы: проекты «Иероглиф бесконечности: образ, время и знание в Древнем Египте» (2013), «Гарем. Образы, судьбы и искусство каллиграфии в Оттоманском мире» (2014), «Литература Японии в образах искусства XVI—XIX вв.» (2015), «Слово Будды» (2016)
29 декабря 2016 года была презентована факсимильная копия бюста Нефертити. В основе произведения, представленного в библиотеке, — копия, созданная при помощи файла 3D-сканирования оригинала в Берлине. Более трех месяцев потребовалась московскому художнику Эдуарду Агапову, чтобы воспроизвести не только цветовую палитру памятника, но и все его фактуры, утраты, следы времени. В настоящее время — это одна из самых точных копий портрета Нефертити в мире и единственный памятник такого рода в России.
17 мая 2017 года на временное экспонирование бюст Нефертити был перемещён в экспозицию Воронежского областного художественного музея имени И. Н. Крамского. Специальной частью экспозиции стал авторский документальный фильм, посвященный истории находки бюста Нефертити и особенностям стиля египетского искусства эпохи Амарны. Выставка завершилась 18 июня. За время экспонирования бюста Нефертити выставку посетили свыше 5000 человек.